# Heraclia contigua
Heraclia contigua är en fjärilsart som beskrevs av Walker 1854. Heraclia contigua ingår i släktet Heraclia och familjen nattflyn. Inga underarter finns listade i Catalogue of Life.